# Cinzia Corrado
Cinzia Corrado (Supersano, 22 luglio 1965) è una cantante italiana.

## Biografia
Appassionata di musica sin da giovanissima, nel 1980 incide le sue prime canzoni per il gruppo "Folk 2000", iscrivendosi contemporaneamente al Conservatorio di Lecce.
Partecipa al Festival di Castrocaro 1983 e a Saint Vincent Estate '84, con il brano E sorridi.
Nel 1985 vince il Festival di Sanremo nella sezione Nuove Proposte con Niente di più.
L'anno successivo non si ritrova tra i big, come le spettava di diritto, a causa di uno scandalo di cronaca rosa che vede pubblicate delle foto della cantante nuda sotto la doccia, censurate dalla stessa.
Continua comunque ad esibirsi nelle piazze d'Italia, anche se in seguito le sue esibizioni si limitano al solo territorio pugliese. Nel 1986 pubblica l'album Col fiato a metà, che contiene il brano Money presentato a Premiatissima. Il 33 giri viene però poco distribuito e stampato a tiratura limitata.
Nel 1990 incide un secondo album, che però rimane inedito a causa dell'improvvisa morte del produttore: dopo oltre due anni uscirà il singolo Regina, originariamente presente nell'album.
Nel 2004 ha fondato a Supersano, suo paese di origine, assieme al maestro Lino Bello, la scuola di canto moderno "Vocemusica". Il fratello Ermanno fonda la "Corrado Productions", che pubblica nel 2007 un CD contenente brani inediti, cantati da allievi della scuola citata, ad eccezione di un pezzo interpretato dalla stessa cantante, scritto da lei e dedicato al figlio Andres.
Il 6 novembre 2009 è ospite del programma I migliori anni, dove ripropone il suo successo sanremese Niente di più.
Da anni si occupa nel suo Salento di concerti, eventi musicali e di musiche per cerimonie di vario tipo.
Nel 2022 torna nel mercato discografico digitale, pubblicando prima il singolo Una nuova storia (prodotto e composto a livello di musica dal fratello Ermanno Corrado) e poi The new Sunrise (in collaborazione con Roberto Treglia).

## Discografia

Cinzia Corrado premiata al Festival di Sanremo 1985 come vincitrice tra le Nuove proposte

### 45 giri
- 1984: E sorridi/Sammy (C&M, ZBCM-7377)
- 1985: Niente di più/Tu e il mare (C&M, PN-0117)
- 1993: Regina/Salutami la luna
- 2022: Una nuova storia
- 2022: The new Sunrise

### 33 giri
- 1986: Col fiato a metà (C&M, PNLP0126)